# Championnat de France féminin de volley-ball 1974-1975
Navigation
Saison précédente Saison suivante
| \| Cannes Lyon Montpellier Paris UC RC France Toulouse CASG Tourcoing \| Localisation des clubs engagés dans le championnat. |
| Cannes Lyon Montpellier Paris UC RC France Toulouse CASG Tourcoing                                                           |

Le Championnat de France de volley-ball féminin, Nationale 1 1974-1975, a opposé les huit meilleures équipes françaises de volley-ball.

## Listes des équipes en compétition
| Racing Club de Cannes |
| ASU Lyon              |
| ASPTT Montpellier     |
| CASG Paris            |
| Paris UC              |
| Racing club de France |
| Stade toulousain      |
| Tourcoing Sports      |

## Formule de la compétition
- Type championnat : huit équipes en compétition avec quatorze matches aller et retour.

## Saison régulière

### Classement
| # | Équipe       | Pts | J  | G  | P  | SP | SC |
| 1 | Montpellier  | 27  | 14 | 13 | 1  | 41 | 9  |
| 2 | Lyon         | 25  | 14 | 11 | 3  | 39 | 11 |
| 3 | Paris UC     | 23  | 14 | 9  | 5  | 33 | 21 |
| 4 | CASG Paris   | 23  | 14 | 9  | 5  | 26 | 26 |
| 5 | Tourcoing    | 20  | 14 | 6  | 8  | 23 | 26 |
| 6 | RC de France | 20  | 14 | 6  | 8  | 20 | 30 |
| 7 | Cannes       | 18  | 14 | 4  | 10 | 16 | 33 |
| 8 | Toulouse     | 14  | 14 | 0  | 14 | 4  | 42 |

## Bilan de la saison
| Tableau d'Honneur |                   |
| Compétition       | Vainqueur         |
| Nationale 1       | ASPTT Montpellier |

| Qualifications européennes 1975-1976 |                   |
| Compétition                          | Qualifiés         |
| Coupe d'Europe des Clubs Champions   | ASPTT Montpellier |
| Coupe des vainqueurs de Coupes       | ASU Lyon          |

| Promotions et relégations |                            |
| Relégués en Nationale 2   | RC Cannes Stade toulousain |
| Promus de Nationale 2     | CSM Clamart SLUC Nancy     |